# Narooma

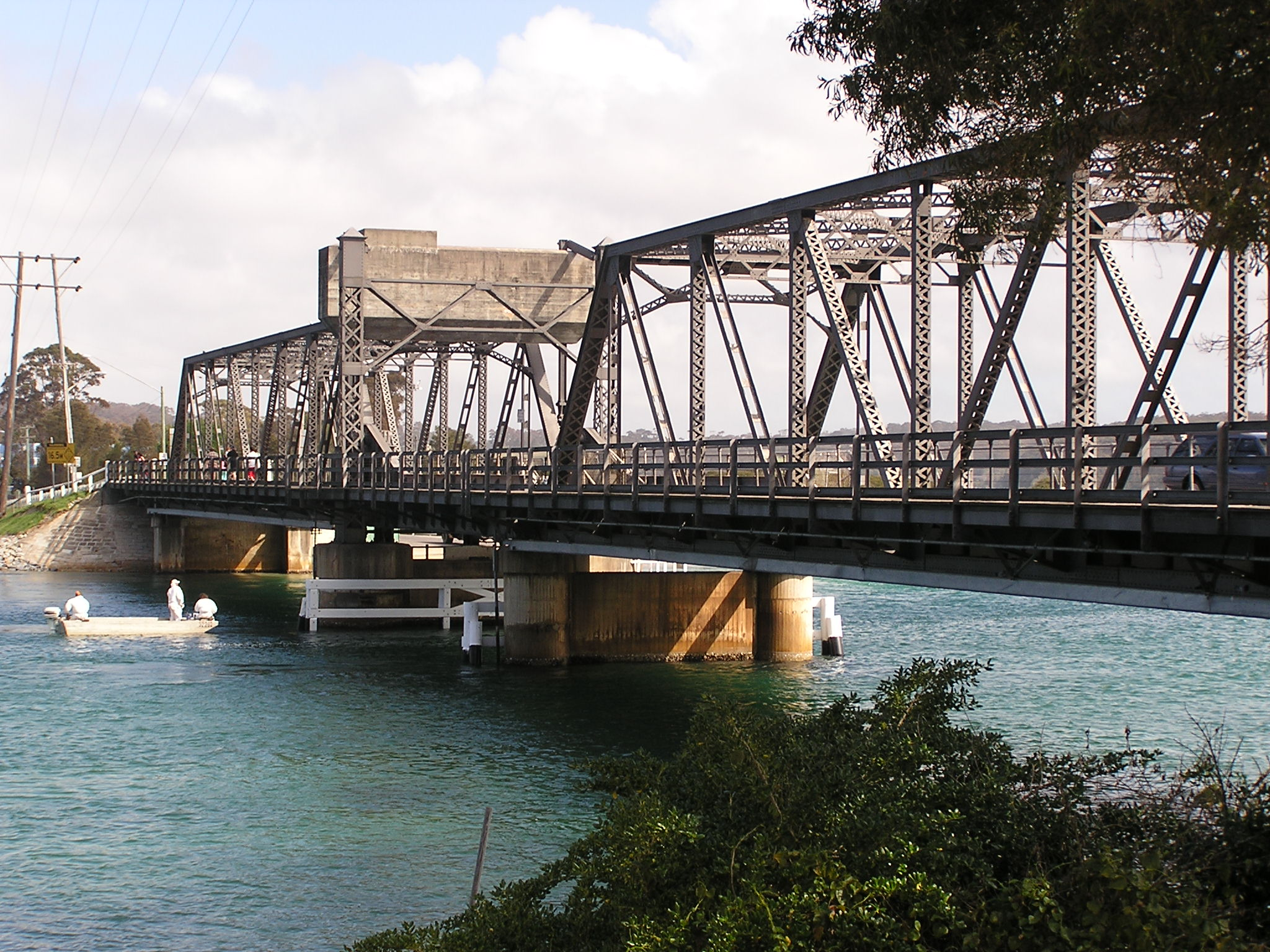
Pont a Narooma a sobre la via fluvial Princes.

Narooma és un poble de l'estat australià de Nova Gal·les del Sud a la costa de l'extrem sud. El poble hi és a la via Princes. El nom es diu que deriva de la paraula aborigen que significa «aigües blaves». Al cens del 2006, Narooma tenia 3,100 habitants.

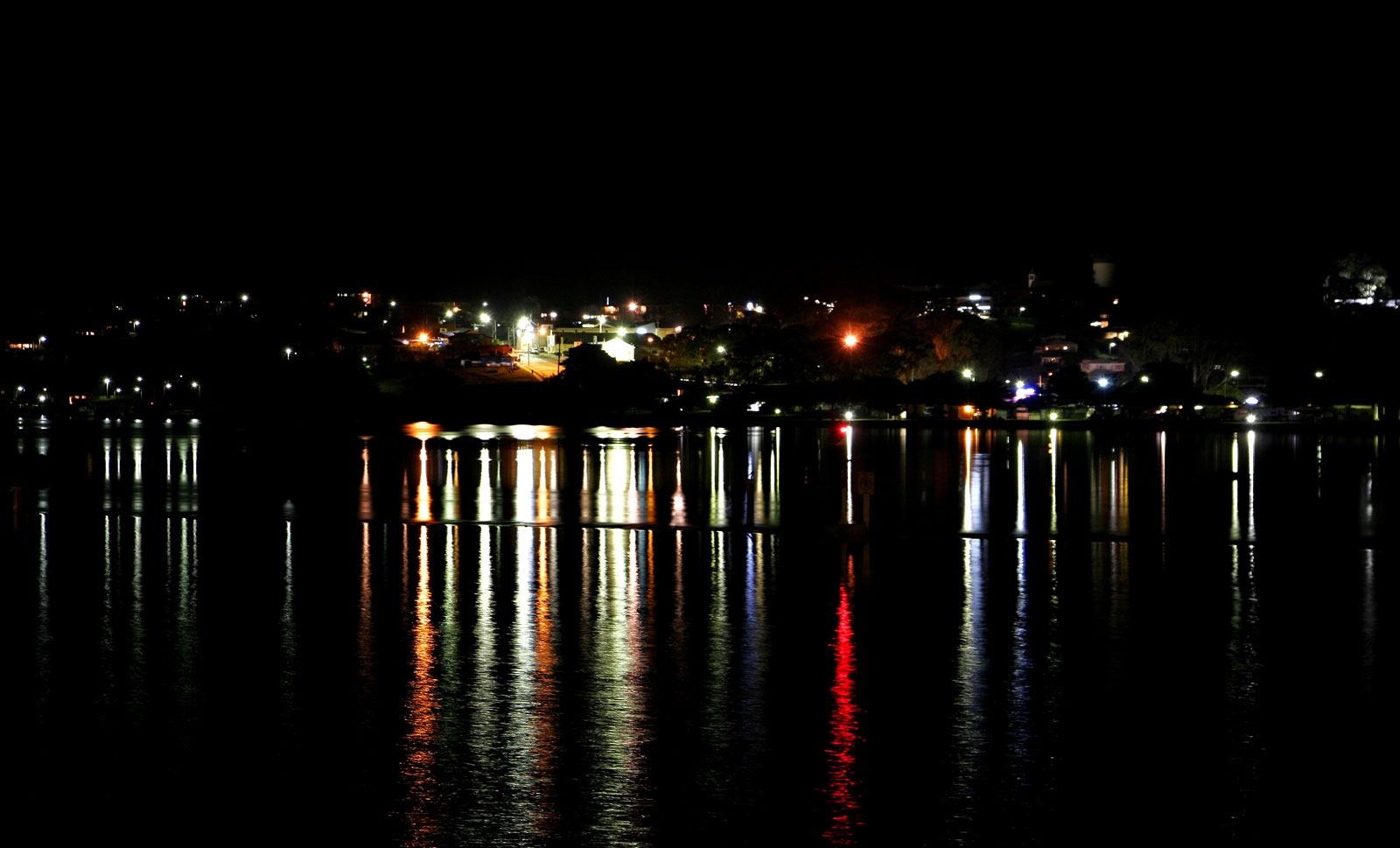
Narooma de nit vist des del Wagonga